# Maria de Baviera (princesa de les Dues Sicílies)
Maria de Baviera, princesa de les Dues Sicílies (Vil·la Amsee 1872 - 1954). Princesa de Baviera amb el tractament d'altesa reial que contragué matrimoni amb el darrer cap no discutit de la Casa Reial de les Dues Sicílies.
Nascuda a la Vil·la Amsee a Baviera el 6 de juliol de 1872, era filla de qui seria el rei Lluís III de Baviera i de l'arxiduquessa Maria Teresa d'Àustria-Este. Per via paterna era neta del príncep regent Leopold de Baviera i de l'arxiduquessa Augusta d'Àustria-Toscana; i per via materna ho era de l'arxiduc Ferran d'Àustria-Este i de l'arxiduquessa Elisabet d'Àustria.
El dia 31 de maig de 1897 contragué matrimoni a Múnic amb el príncep Ferran de Borbó-Dues Sicílies, fill del príncep Alfons de Borbó-Dues Sicílies i de la princesa Maria Antonieta de Borbó-Dues Sicílies. La parella tingué sis fills:
- SAR la princesa Maria Antonieta de Borbó-Dues Sicílies, nada a Madrid el 1898 i morta a Winterthur el 1957.

- SAR la princesa Maria Cristina de Borbó-Dues Sicílies, nada a Madrid el 1899 i morta a Quito el 1985. Es casà a Roma el 1948 amb Manuel Sotamayor-Luna.

- SAR el príncep Roger de Borbó-Dues Sicílies, nat a Santander el 1901 i mort a Múnic el 1914.

- SAR la princesa Bàrbara de Borbó-Dues Sicílies, nada a Múnic el 1902 i morta a Peterswaldau el 1927. Es casà a Múnic, el 1922, amb el comte Franz Xaver zu Stolberg-Wernigerode.

- SAR la princesa Llúcia de Borbó-Dues Sicílies, nada al Nymphenburg el 1908 i morta a Sao Paolo el 2001. Es casà el 1938 a Nymphenburg amb el príncep Eugeni de Savoia-Gènova, duc d'Ancona.

- SAR la princesa Urraca de Borbó-Dues Sicílies, nada a Nymphenburg el 1913 i morta a Sigmaringen el 1999.

La princesa morí a la seva vil·la natal de Vil·la Amsee a la riba del llac de Constança.